# Maki Takano
Pas d'image ? Cliquez ici

b Matchs officiels uniquement.
Maki Takano (高野 眞希, Takano Maki) est une joueuse internationale de rugby à XV japonaise née le 17 août 1995, évoluant au poste de troisième ligne centre.

## Biographie
Maki Takano naît le 17 août 1995. En 2022 elle joue pour le club des Yokogawa Musashino Atlastars (en) de Tokyo. Elle a déjà 17 sélections en équipe nationale quand elle est retenue en septembre 2022 pour disputer sous les couleurs de son pays la Coupe du monde de rugby à XV en Nouvelle-Zélande.